# Abu-Abbas Al-Saffah
Abu-Abbas al-Saffah (721 - 10 juni 754) was de eerste kalief der Abbasiden van 750 tot zijn dood in 754. Zijn bijnaam was 'al Saffah' of 'de bloedvergieter'.
Hij was verwant aan de profeet Mohammed via een overgrootvader en een oom van Mohammed. In 747-750 leidde Abu-Abbas al-Saffah een opstand van sjiieten, kharidjieten en de inwoners van Khorasan. De opstand was succesvol en in de Slag bij de Zab werd de dynastie van de Omajjaden omvergeworpen. Onder zijn bewind werd de soennitische vorm van de islam ontwikkeld.
In Koefa vestigde al-Saffah zijn hoofdstad.
Om te verhinderen dat de dynastie van de Omajjaden zou terugkeren, liet Abu-Abbas al-Saffah alle overblijvende leden van de familie opsporen en executeren. Een van hen, Abd al-Rahman I, kon evenwel ontsnappen en vluchtte westwaarts naar Al-Andalus, waar de Omajjadische dynastie bleef bestaan. Daar stichtte hij het Emiraat Córdoba.
In de jaren waarin hij kalief was, trachtte Abu-Abbas voornamelijk het kalifaat te consolideren. Mensen van andere religies konden ook hoge functies verwerven. Tijdens zijn bestuur werd scholing aangemoedigd en bevorderd; het leger werd hervormd en niet-moslims werden toegelaten, wat niet het geval was  onder de laatste Omajjaden.
Hij stierf in 754 aan pokken, en stelde zijn broer, Al-Mansoer aan als opvolger.